# Trichogaster fasciata
Trichogaster fasciata, voorheen Colisa fasciata, is een straalvinnige vissensoort uit de familie van de echte goerami's (Osphronemidae). De wetenschappelijke naam van de soort is voor het eerst geldig gepubliceerd in 1801 door Bloch & Schneider.

## Synoniemen
- Colisa fasciata